# Rashida Manjoo
Rashida Manjoo es una abogada sudafricana, activista social implicada en la lucha contra la violencia hacia las mujeres. Fue la relatora especial sobre la violencia contra la mujer de las Naciones Unidas de agosto de 2009 a julio de 2015, siendo sucedida por Dubravka Šimonović.

## Trayectoria
Creció en Durban, Sudáfrica y aprendió pronto la situación de injusticia a la que se enfrentaban las mujeres. Es una profesora asociada en el Departamento de Ley Pública de la Universidad de Ciudad del Cabo. Fue parte de la comisión parlamentaria de Sudáfrica sobre Igualdad de género. Además fue denominada Profesor Visitante Distinguido Des Lee en la Universidad de Webster, y Asociado Eleanor Roosevelt en el programa de Derechos Humanos de la Escuela de Derecho de Hardvard.